# Labarum (seria wydawnicza)
Labarum – seria wydawana przez Pracownię Historii Bizancjum Instytutu Historii Uniwersytetu im. Adama Mickiewicza w Poznaniu. W jej ramach ukazują się wykłady z historii kultury i cywilizacji bizantyńskiej wygłoszone przez gości UAM. Redaktorem serii jest Kazimierz Ilski.

## Książki wydane w serii
- Waldemar Ceran, Początki i etapy rozwoju bizantynologii polskiej, Poznań: Instytut Historii Uniwersytetu im. Adama Mickiewicza 2005 (Wyd. 2 poprawione - 2006). Labarum 1.
- Hartmut Leppin, Początki polityki kościelnej Justyniana, z jęz. niem. przeł. Kazimierz Ilski i Anna Kotłowska, Poznań: Instytut Historii Uniwersytetu im. Adama Mickiewicza 2005 (Wyd. 2 poprawione - 2006). Labarum 2.
- Beat Näf, Italienreisen in spätrömischer Zeit, Poznań: Instytut Historii UAM 2006. Labarum 3.
- Johannes Koder, "Euromediterraneum" i "Eurazja" w poglądach bizantyńczyków na przestrzeń i politykę, Poznań: Instytut Historii UAM 2007. Labarum 4.
- Günter Prinzing, Status prawny dzieci w Bizancjum, z ang. tł. Anna Kotłowska, Poznań: Instytut Historii UAM 2008. Labarum 5.
- Paweł Janiszewski, Greccy sofiści i retoryka w chrześcijańskich sporach dogmatycznych III i IV wieku, Poznań: Instytut Historii UAM 2008. Labarum 6.
- Helmut Halfmann, Iudaea : kein Teil der Römischen Oikumene?, Poznań: Instytut Historii UAM 2008. Labarum 7.
- Sławomir Bralewski, Cesarz Konstantyn I Wielki wobec kontrowersji ariańskiej,  Poznań: Instytut Historii UAM 2009. Labarum 8.
- Rafał Kosiński, Spór mesaliański w późnym antyku, Poznań: Instytut Historii UAM 2012. Labarum 9.
- Ewa Wipszycka, Jak kształtował się autorytet mnichów egipskich : casus kongregacji pachomiańskiej pierwszych pokoleń, Poznań: Instytut Historii UAM 2012. Labarum 10.
- Jarosław Dudek, Chrzest Chazarii - projekty i próby realizacji, Poznań: Uniwersytet im. Adama Mickiewicza. Instytut Historii 2014.Labarum 11.